# 창녕 남휘, 정선공주 묘역
창녕 남휘, 정선공주 묘역(昌寧 南暉, 貞善公主 墓域)은 대한민국 경상남도 창녕군 부곡면 구산리에 있는, 조선 초기의 문신인 소간(昭簡) 남휘(?∼1454)의 묘소이다.
1997년 1월 30일 경상남도의 문화재자료 제236호 남휘정선공주묘역으로 지정되었다가, 2018년 12월 20일 현재의 명칭으로 변경되었다.

## 개요
조선 초기의 문신인 소간(昭簡) 남휘(?∼1454)의 묘소이다.
태종의 넷째 딸 정선공주와 결혼하여 의산군에 봉해졌으며, 세종 즉위년(1418)에 동지총제가 되고, 이듬해 판한성부사가 되었다. 1425년 평양선위사가 되어 명나라에 다녀온 후 3차례의 선위사를 역임하였다.
현재 묘역은 그와 공주의 묘가 쌍분으로 되어 있으며, 봉분 아랫부분에 둘레석이 둘러져 있다. 주위에는 묘비와 망주석 등 기타 석물들이 배치되어 있다.

## 같이 보기
- 남휘
- 정선공주

## 참고 문헌
- 창녕 남휘, 정선공주 묘역 - 국가유산청 국가유산포털